# Franska värdshuset

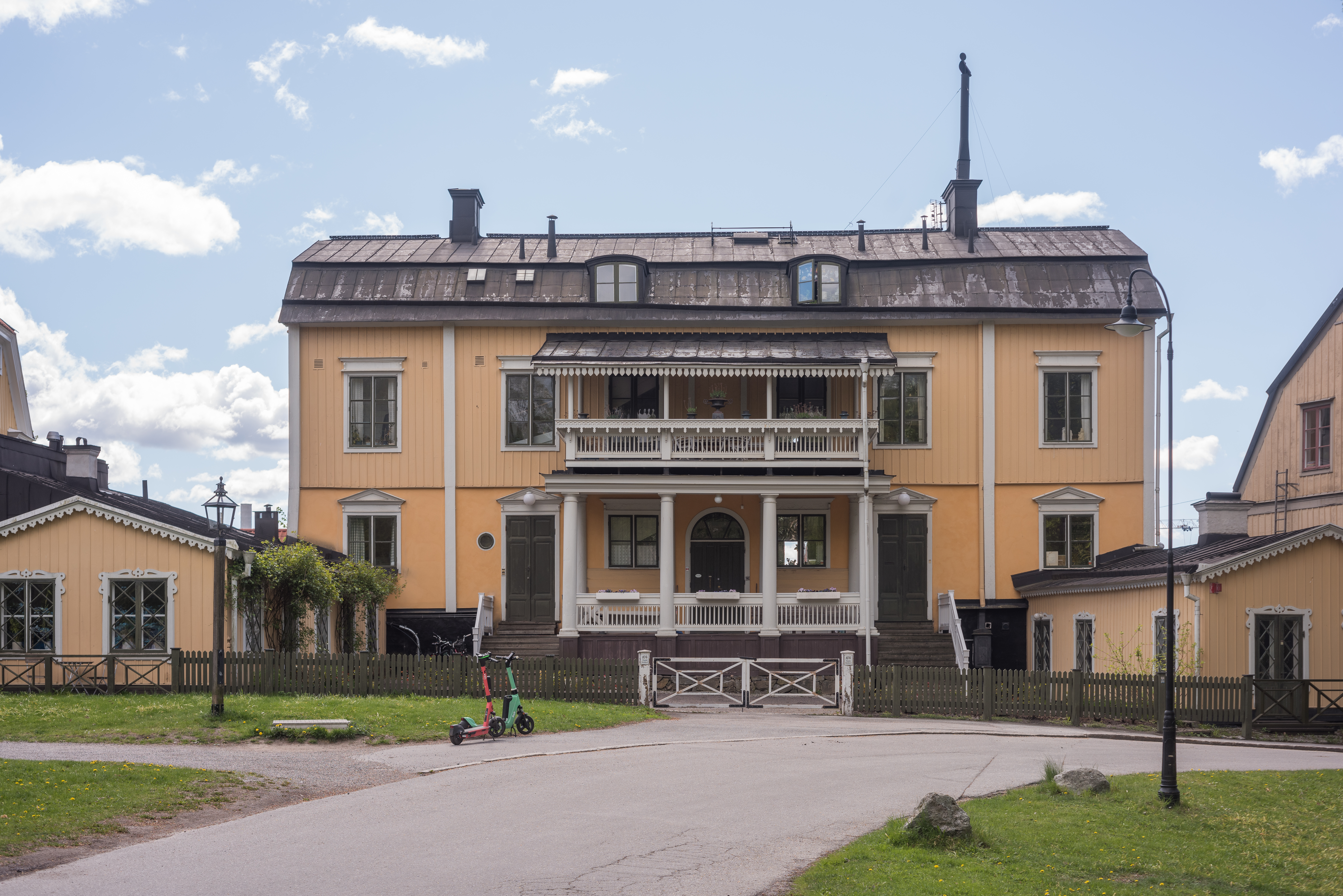
Franska värdshuset i maj 2022.

Franska värdshuset är ett före detta värdshus på Södra Djurgården i Stockholm som grundades 1808. Huset är beläget vid Djurgårdsslätten 104 mellan Djurgårdsstaden och Rosenvik, ovanför bron som förbinder Djurgården med Beckholmen. Byggnaden är blåklassat av Stadsmuseet i Stockholm, vilket innebär att bebyggelsens kulturhistoriska värde av stadsmuseet anses motsvara fordringarna för byggnadsminnen i Kulturmiljölagen. På tomten intill finns Villa Fernström, adress Djurgårdsslätten 100, ritad 1930 av arkitekt Kurt von Schmalensee.

## Historik

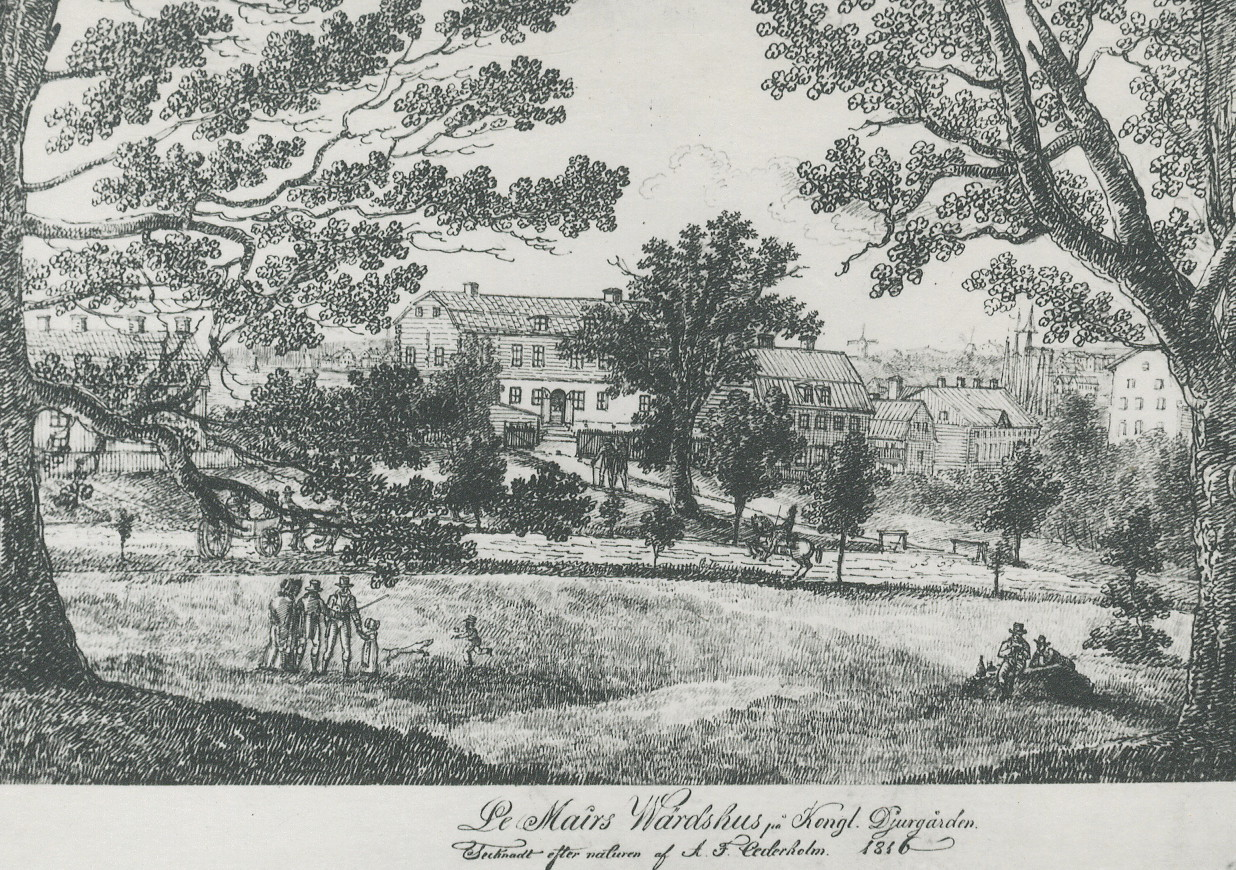
"De Maires Wärdshus", 1816.

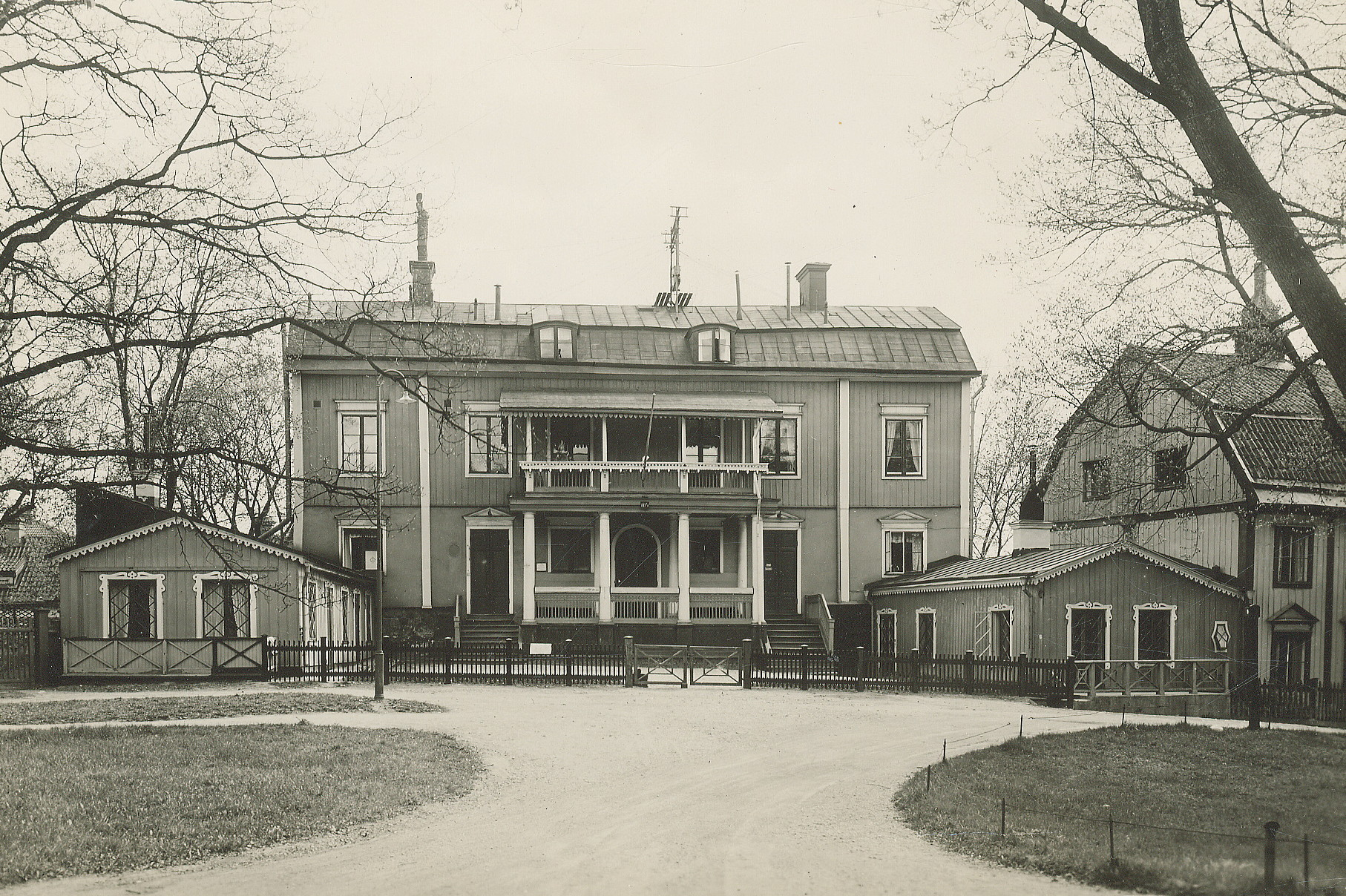
"Franska värdshuset", 1910-tal.

Tomten med den ursprungliga beteckningen Alberget 2 förvärvades 1775 av timmermannen Westerlund. Hans son uppförde 1783 ett bostadshus, som idag kvarstår som ett av de äldsta inom området. Nuvarande värdshusbyggnaden byggdes 1808 på uppdrag av den franskfödde restauratören Jean Babtist Le Maire. Han inrättade här ett värdshus, som kallades De Maires Wärdshus och senare Franska värdshuset. Stället blev snabbt populärt och besöktes av kungligheter, konstnärer och litteratörer.
Värdshusbyggnaden är ett större, gult trähus. Byggnaden omges av två mindre, fristående flyglar mot Djurgårdsvägen. Huset är ett av flera stora hus i området från Karl XIV Johans tid, och det ska på 1830-talet haft en rosa fasad. En av stamgästerna på 1800-talets början var publicisten Carl Christoffer Gjörwell den äldre.
På värdshuset hölls Konstnärsklubbens första sommarfest 1857 där alla tidens ledande konstnärer närvarande. Festen förevigades i en detaljerad akvarell målad av medlemmen Fredrik Wilhelm Scholander.
Byggnaderna användes inför de olympiska sommarspelen 1912 i Stockholm av svenska roddare som utnyttjade närheten till den olympiska roddbanan i Djurgårdsbrunnsviken. Roddarna döpte om fastigheten till Roddarhemmet Ching-Ching. Bland de som besökte roddtruppens träningar fanns det dåvarande kronprinsparet, kronprins Gustaf Adolf och hans gemål Margareta.
Bland huset historiska invånare fanns poeten och tullinspektören Elias Sehlstedt. Sehlstedt bodde dock inte i själva värdshuset utan i grannhuset, Djurgårdsslätten 102, som i stadsplanen från 1809 benämns "den äldre byggningen". Där bodde han från att han lämnade Sandhamn 1869 till sin död 1874.
År 1921 övergick äganderätten till bokförläggaren Karl Otto Bonnier och de inom tomten belägna byggnaderna har sedan dess huvudsakligen bebotts av hans ättlingar. Under 1900-talet bodde Tor Berg och Greta Berg, född Bonnier i Franska värdshuset. Idag (2020) är deras barnbarn Cecilia Hagen bosatt i huset.

### Villa Fernström
På 1930-talet lät Karl Otto Bonniers yngste son Kaj uppföra ett nytt hus på tomten väster om den äldre bebyggelsen (nuvarande Djurgårdsslätten 100). Huset, som är delvis hopbyggt med Nannylund, ritades av arkitekt Kurt von Schmalensee. År 1987 såldes villan till direktören Bo Fernström och byggnaden kallades därefter "Villa Fernström".

## Bilder

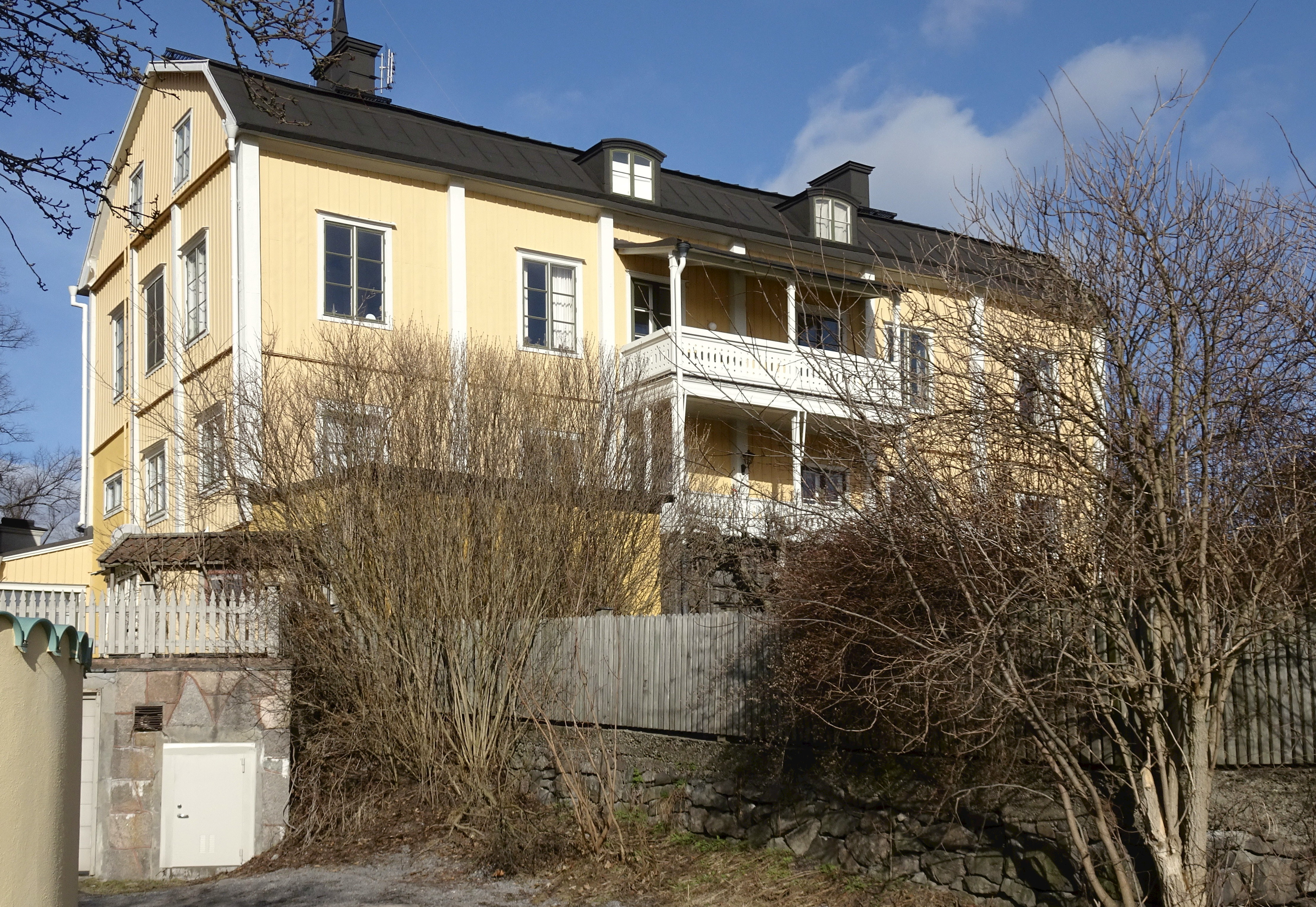
Franska värdshuset mot syd, 2017.
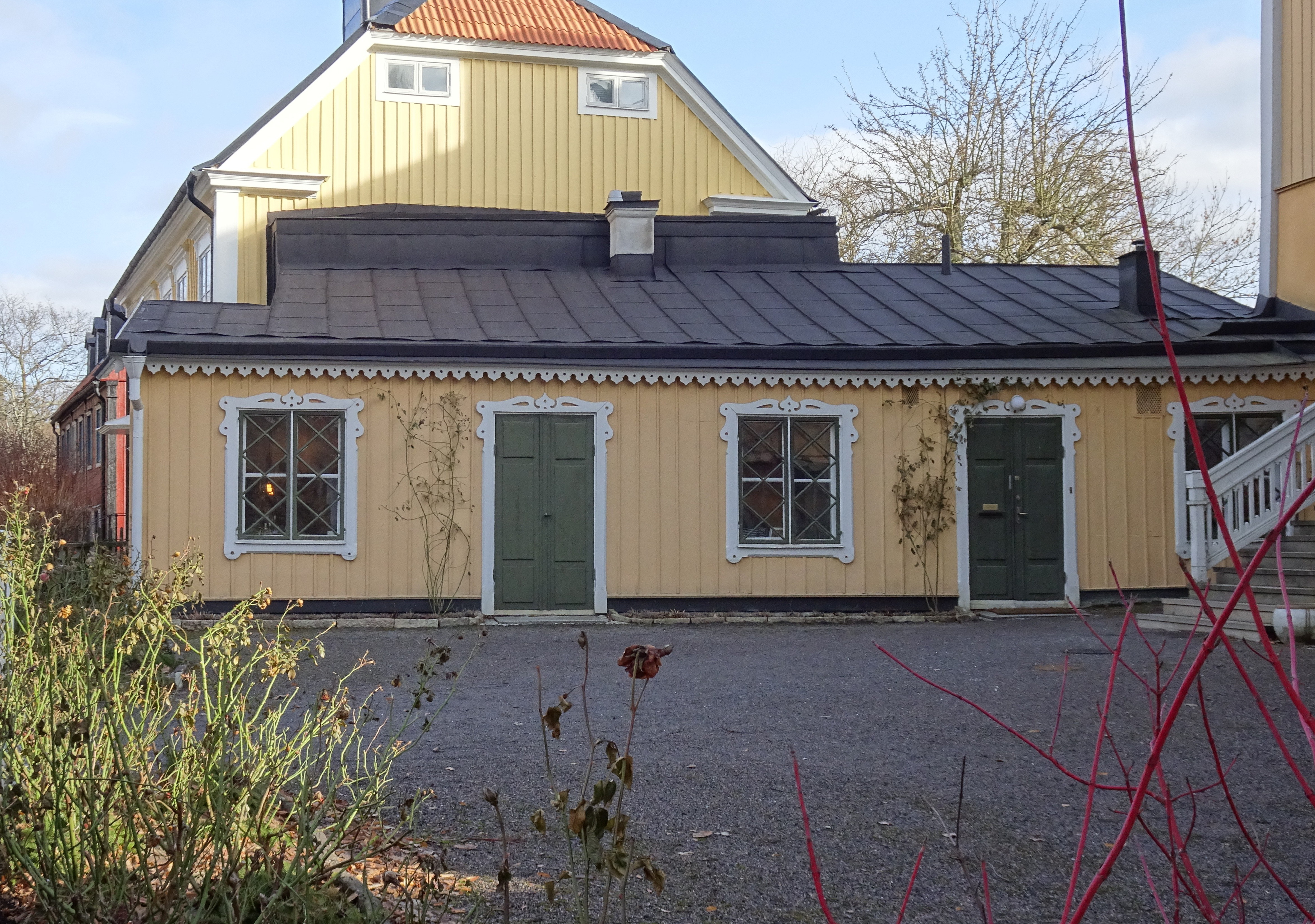
Franska värdshuset, östra flygeln.
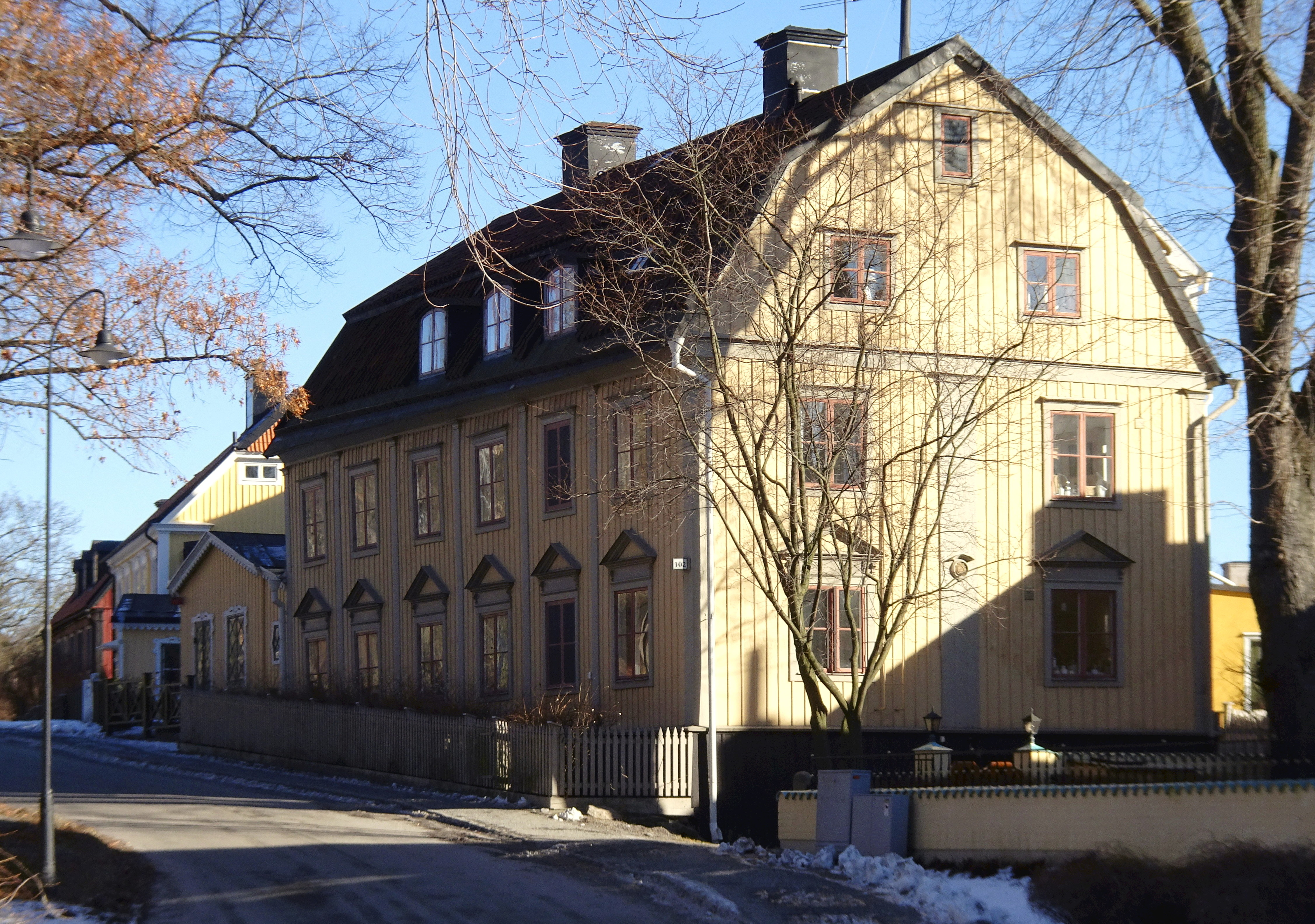
Bostadshuset från 1783, ett av de äldsta husen i området, Djurgårdsslätten 102.
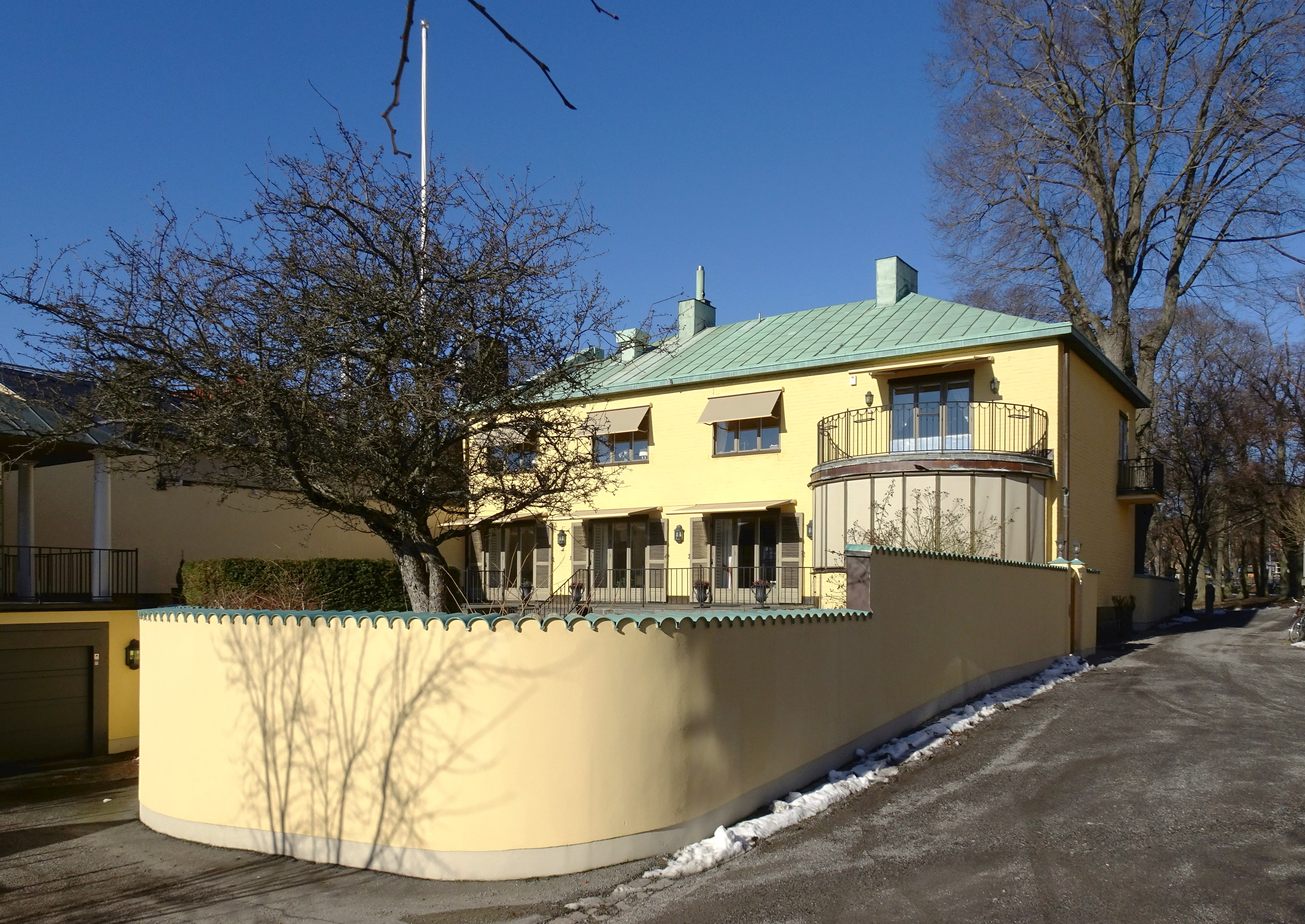
Villa Fernström, Djurgårdsslätten 100.